# Trasporti in Libano

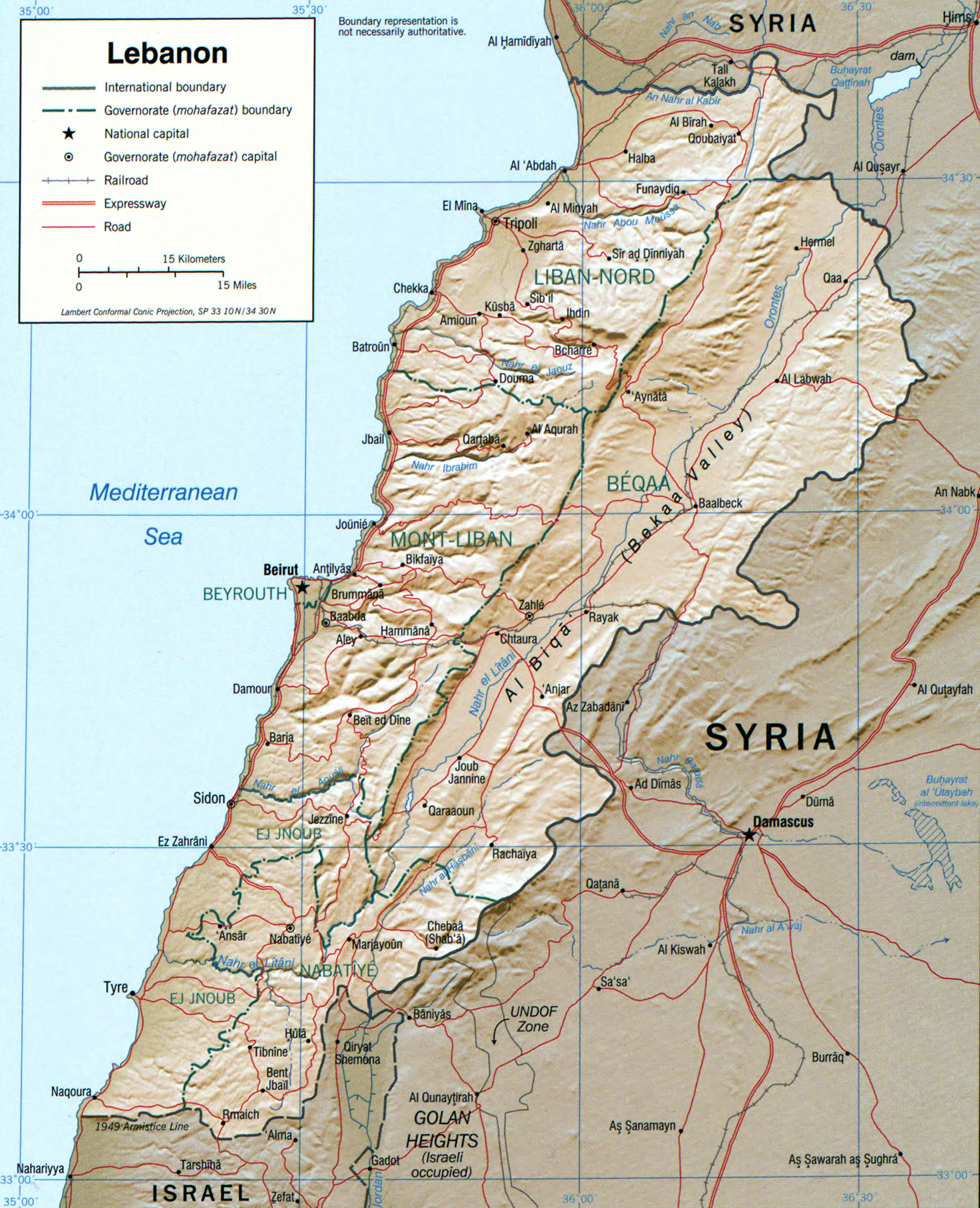
Libano: carta geopolitica con rete ferroviaria e stradale

Questa voce raccoglie le principali tipologie di trasporti in Libano.

## Trasporti su rotaia

### Rete ferroviaria
In totale: 401 km di linee ferroviarie, alcune parzialmente operative, a causa dei danni prodotti dalla guerra civile (dati 2004).
- scartamento normale (1435 mm): 319 km
- scartamento ridotto (1050 m): 82 km.

### Reti metropolitane
Non esistono sistemi di metropolitana in Libano.

### Reti tranviarie
Il servizio tranviario è assente in questa nazione.

## Trasporti su strada

### Rete stradale
Strade pubbliche: in totale 7.300 km (dati 1999)
- asfaltate: 6.198 km
- bianche: 1.102 km.

### Reti filoviarie
I filobus non sono presenti.

### Autolinee
Nelle zone abitate del Libano, per la gestione dei trasporti urbani, suburbani ed interurbani esercitati con autobus, operano da una parte l'azienda pubblica Office des Chemins de Fer et des Transports en Commun (OCFTC) e dall'altra la privata Lebanese Commuting Company (LCC) che dispone di vetture bianco-rosse, principalmente minibus.

## Idrovie
Sono assenti trasporti che utilizzano acque fluviali o lacustri.

### Porti e scali
- Sul Mar Mediterraneo: Beirut, Chekka, Jounieh e Tripoli.

## Trasporti aerei

### Aeroporti
In totale: 7 (dati 2005)
a) con piste di rullaggio pavimentate: 5
- oltre 3047 m: 1
- da 2438 a 3047 m: 2
- da 1524 a 2437 m: 0
- da 914 a 1523 m: 0
- sotto 914 m: 2

b) con piste di rullaggio non pavimentate: 2
- oltre 3047 m: 0
- da 2438 a 3047 m: 0
- da 1524 a 2437 m: 0
- da 914 a 1523 m: 2
- sotto 914 m: 0.